# Tin Kontrec
Tin Kontrec, hrvatski reprezentativni rukometaš
Igrač PPD Zagreb. Član šireg popisa hrvatskih reprezentativaca. Hrvatski izbornik Lino Červar uvrstio ga je travnja 2017. na popis igrača za reprezentativno okupljanje dogovoreno za početak svibnja 2017. godine.
S hrvatskom seniorskom reprezentacijom osvojio je zlato na Mediteranskim igrama u Tarragoni 2018.